# دیلی بیست
دِیلی بیست (به انگلیسی: The Daily Beast) یک وب‌سایت آمریکایی با محتوای گزارش‌های خبری و انتشار دیدگاه‌ها است که از ششم اکتبر ۲۰۰۸ راه‌اندازی شده‌است. دیلی بیست در تملک شرکت اینترنتی آمریکایی آی‌اِی‌سی (IAC) می‌باشد.
وب‌سایت دیلی بیست با سرمایه تینا براون انتشار می‌یابد که وی انتشاردهنده سابق این وب‌سایت نیز هست. تینا براون سردبیر پیشین ونیتی فیر و نیویورکر و هم‌چنین سردبیر تاک‌مگزین بود. براون در سپتامبر ۲۰۱۳ از سردبیری دیلی بیست کناره گرفت.
جان اَولان، روزنامه‌نگار آمریکایی و مفسر سیاسی که با سی‌ان‌ان نیز کار می‌کند سردبیر اجرایی وب‌سایت دیلی بیست است و رونا مرفی مدیرکلی موقت آن را برعهده دارد.
دیلی بیست به عنوان «یکی از لیبرال‌ترین خروجی‌های خبری ایالات متحده» توصیف شده‌است."